# 空間的拡散
空間的拡散（くうかんてきかくさん、英語: spatial diffusion）とは、ある事物が時間とともに、地域内の特定少数の地点から地域全体に広がっていく現象のことである。空間的拡散の研究において、文化要素のほか、人口、疾病、イノベーションなどが研究対象の事物となる。
空間的拡散では、事物の拡散現象の進行プロセスの解明に焦点をおく。この点で、伝播現象自体の記述や文化地域の設定を目的とする文化伝播の研究との相違点を持つ。
空間的拡散の研究には、質的な研究と量的な研究が存在する。質的な研究としては方言周圏論などが、量的な研究としてはトルステン・ヘーゲルストランドによるイノベーションの空間的拡散を扱った研究などが挙げられる。量的な空間的拡散研究では、統計学の手法を利用して定量的な分析や予測を行っていく。

## 類型
空間的拡散は、再立地型拡散と拡大型拡散の2種類に分類することができる。

### 再立地型拡散
再立地型拡散の場合、拡散した事物は拡散とともに発地から移動する。人口移動などがこの一例となる。

### 拡大型拡散
拡大型拡散の場合、拡散した事物が拡散後にも発地にとどまっている。このとき、距離減衰型拡散と階層的拡散の2種類が挙げられる。
距離減衰型拡散
イノベーションをより早期に受容した者から、その周囲の者に広まっていく類型の拡散である。距離減衰型拡散は、近接効果により説明される。すなわち、イノベーションをより早期に受容する者は、既存の受容者により近接している者である可能性が高いものとされる。
階層的拡散
大都市ほどイノベーションをより早期に受容し、その後イノベーションが小都市に広まっていく類型の拡散である。階層的拡散は、階層効果により説明される。すなわち、イノベーションは、都市群の階層に応じて大都市から小都市へ拡散していく。
ただし、空間スケールの設定方法により、同一の事象に関してであっても、特定の空間スケールでは距離減衰型拡散と解釈できるものの他の空間スケールでは階層的拡散と解釈できる状況も考えられる。また、現実のイノベーションの拡散においては、距離減衰型拡散と階層的拡散の両方が併存している。

## 空間的拡散モデル
空間的拡散モデル（spatial diffusion model）は、決定モデルと確率モデルの2種類に分類される。決定モデルは、経験則をもとに数式化したものであり、空間的拡散モデルにおいて代表的なものとしてロジスティック曲線モデルが挙げられる。確率モデルは、仮説中の確率的成分をもとにモデル化したものであり、空間的拡散モデルにおいてトルステン・ヘーゲルストランドによるモデルなどが挙げられる。

### ロジスティック曲線モデル
一般に、空間的拡散による新たな情報の受容者数の変化は、グラフの横軸を時間、縦軸を受容者数の累積比率とするとき、ロジスティック曲線で近似して表現することができる。すなわち、空間的拡散の初期では受容者数の増加数は小さいものの、その後急増し、最終的には増加数が逓減していくようになる。
ロジスティック曲線モデルは、一般に式(1)で表現できる（ただし、{\displaystyle y_{t}}は時刻{\displaystyle t}における受容者数の累積比率{\displaystyle y}、{\displaystyle b}は{\displaystyle y}の増加率を示す値、{\displaystyle l}は{\displaystyle y}の推定最大値）。
式(1)を変形することで、式(2)が得られる。
式(2)に対して最小二乗法を行うことで{\displaystyle \ln y_{0}}および{\displaystyle b}の値が得られ、具体的なモデル式が導出される。
なお、ロジスティック曲線モデルを使用することで、空間的拡散の地域差の分析を進めることができる。

### ヘーゲルストランドのモデル
トルステン・ヘーゲルストランドによるモデルは、イノベーションの空間的拡散モデルであり、個人間での情報の伝播に着目している。このモデルではモンテカルロ法を用いたシミュレーションを行う。すなわち、乱数を用いて実験を多数回実施し、実験結果から一般的な結論を導いていく。このモデルにおいて、イノベーションの拡散は、既存の受容者から周辺の人へ拡散していくものの、伝播する方向に関してはランダムと仮定している。
このモデルは現実世界でも応用され、修正を加えたモデルは現実世界でも有効であることが検証されている。そのために行われた修正として、人口分布の不均等さの考慮、人や情報の移動を阻害する河川・湖沼などの影響（障壁効果）、イノベーションの受容までの個人差が挙げられる。

## 感染症研究への応用
空間的拡散モデルは、感染症の拡大の研究でも利用できる。感染症の拡大は人間どうしの接触によるものであるため、感染症拡大を不歓迎のイノベーションと捉えることができる。このため、感染症の拡大予測を行ううえで空間的拡散モデルを利用することができ、感染症対策へ生かすことができる。
感染症の空間的拡散の研究を継続してきた研究者として、ピーター・ハゲットが挙げられる。ここで、感染症の空間的拡散は、近接効果や階層効果により議論されている。
ハゲットが整理した空間的拡散の発想などをもとに、中谷友樹は日本におけるインフルエンザの空間的拡散について、都道府県間の旅客流動量をもとに検討を行った。中谷 (1994)によれば、旅客流動量をもとにモデル化を行うことで現実の流行の状況変化の傾向を把握可能なことや、隣接地域間での近接的結合および東京との階層的結合の程度が流行の拡大に影響をおよぼしている可能性が指摘されている。